# مجموعه صحرا
مجموعه صحرا مربوط به دوره پهلوی است و در یزد، خیابان کاشانی، روبروی پارک هفتم تیر واقع شده و این اثر در تاریخ ۱۰ خرداد ۱۳۸۲ با شمارهٔ ثبت ۹۱۰۵ به‌عنوان یکی از آثار ملی ایران به ثبت رسیده است.